# Заря (мини-футбольный клуб, Ровно)
«Заря» — бывший украинский мини-футбольный клуб из Ровно, участник первого чемпионата УССР по мини-футболу.
В 1990 году проходит первый чемпионат УССР по мини-футболу, в котором принимает участие пять команд, включая «Зарю». Победителем за явным преимуществом становится днепропетровский «Механизатор», «Заря» же не входит даже в тройку.